# Anton Svan
Anton Svan, född omkring 1741, var en svensk porslinsmålare.
Han var son till lakejen Johan Svan och Catharina Johansdotter och bror till porslinsritaren Johan Peter Svan. Han var verksam som porslinsmålare vid Rörstrands porslinsfabrik 1760–1755. Han förekommer under det felaktiga namnet Adolf i en del litteratur om Rörstrands porslinsfabrik.